# Puente de Chacao

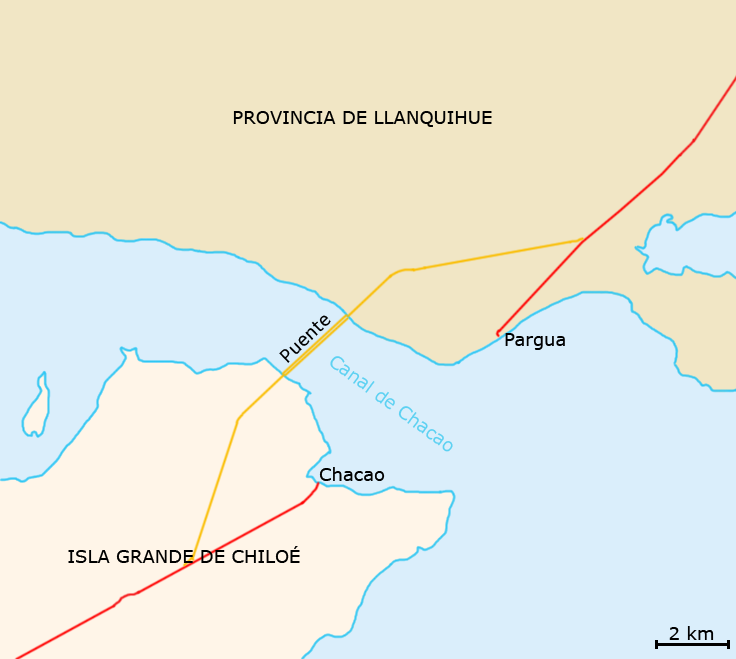
Lage der Brücke

Die Puente de Chacao ist eine im Bau befindliche Brücke im Süden Chiles. Die 2,75 km lange Brücke soll den Kanal von Chacao überbrücken und die Stadt Chacao auf Chiloé mit Pargua auf dem Festland verbinden.
Erste Planungen für eine Brücke nach Chiloé begannen 1967, kamen aber nach dem Putsch in Chile 1973 zum Erliegen. In den 1990er-Jahren wurde das Projekt unter dem Namen Puente Bicentenario de Chiloé wiederaufgenommen. Im Jahr 2005 erhielt das deutsche Bauunternehmen Hochtief den Zuschlag für den Bau. Baubeginn sollte das Jahr 2007 und geplantes Bauende 2012 sein. Das Bauwerk hätte aus drei Pylonen bestehen und nach seiner Fertigstellung die drittlängste Hängebrücke der Welt sein sollen. Mit Regierungsantritt der neuen Präsidentin Michelle Bachelet wurde das Projekt einer Überprüfung unterzogen und 2006 wegen zu hoher Kosten eingestellt. In der ersten Amtszeit ihres Nachfolgers Sebastián Piñera wurde das Brückenprojekt reaktiviert. Der Bau begann letztlich am 27. Februar 2018, die Fertigstellung soll 2028 erfolgen (Stand: 2024).